# Paul Woldstedt
Paul Woldstedt (* 14. Oktober 1888 in Flensburg; † 7. Juli 1973 in Bonn) war ein deutscher Geologe, der als Nestor der deutschen Quartärforschung galt, speziell für das Eiszeitalter.

## Leben
Woldstedt studierte Geologie an der Albert-Ludwigs-Universität Freiburg und an der Universität Göttingen, wo er 1912 mit Beiträge zur Morphologie von Nordschleswig promoviert wurde. Danach war er kurze Zeit Assistent an der Universität Halle (Geographisches Institut) und ab 1921 bei der Preußischen Geologischen Landesanstalt, wo er anfangs besonders im Braunschweiger Land kartierte. International bekannt wurde er 1929 durch das Buch Das Eiszeitalter. Nach dem Zweiten Weltkrieg war er Abteilungsleiter im Niedersächsischen Landesamt für Bodenforschung in Hannover. 1951 ging er in den Ruhestand und zog von Hannover nach Bonn. Seit 1952 war er Honorarprofessor an der Universität Bonn.
Woldstedt beschränkte seine Untersuchungen des Eiszeitalters nicht nur auf Deutschland oder Europa, sondern untersuchte auch zum Beispiel die Auswirkungen der Eiszeit (Meeresspiegel anhand von fossilen marinen Stränden) in Australien und Neuseeland, in Südafrika (auf einer halbjährigen Studienreise in den 1960er Jahren, die ihn auch nach Australien/Neuseeland führte) und Nordamerika (Forschungsreisen 1928, 1959). 1936 studierte er aktuale glaziale und periglaziale Prozesse (wie Toteis-Bildung) in Island.
Sein Buch Das Eiszeitalter war lange Zeit ein Standardwerk.
Er war seit 1946 Mitglied der Leopoldina und 1947 Gründer der Deutschen Quartärvereinigung (DEUQUA) in Hannover (mit Rudolf Grahmann, Konrad Richter). Die erste Tagung war im Oktober 1948 in Hannover und ihre Zeitschrift Eiszeitalter und Gegenwart wurde 1951 vor allem auf Woldstedts Initiative hin gegründet. 1948 erhielt er die Hans-Stille-Medaille im Jahr von deren Stiftung und 1958 die Albrecht-Penck-Medaille der DEUQUA. Der Paul-Woldstedt-Preis für Dissertationen der Deutschen Quartärvereinigung ist nach ihm benannt.
Ein 1981 gefundener, 4,2 × 1,7 × 1,6 m großer und 20 Tonnen schwerer Findling am Steinhuder Meer ist nach ihm benannt (Paul-Woldstedt-Stein in Mardorf (Neustadt am Rübenberge)). Er ist ein über eine Milliarde Jahre alter Gneisgranit aus Schweden, der im Drenthe-Stadium der Saale-Eiszeit in diese Endmoränen-Lage gelangte. Woldstedt hatte bei Untersuchung der in der Nähe gelegenen Endmoränenzüge das Rehburger Stadium der Saale-Eiszeit eingeführt.
Woldstedt hatte gute internationale Kontakte. 1961 bis 1967 stand er der Kommission für die Internationale Quartärkarte von Europa der INQUA (International Union for Quaternary Research) vor (Maßstab 1: 2,5 Millionen), nachdem er schon 1932 Mitglied der Kommission für die Internationale Quartärkarte Europa (Maßstab 1:1,5 Millionen) war. Aus seiner Geologisch-morphologischen Übersichtskarte des norddeutschen Vereisungsgebietes (Maßstab 1: 1,5 Millionen) von 1935 entstanden auch Schulkarten.

## Ehrungen
- 1946: Wahl zum Mitglied der Deutschen Akademie der Naturforscher Leopoldina[7]
- 1953: Verdienstkreuz (Steckkreuz) der Bundesrepublik Deutschland

## Schriften
- Das Eiszeitalter: Grundlinien einer Geologie des Diluviums, Stuttgart, Enke, 1929
- Das Eiszeitalter: Grundlinien einer Geologie des Quartärs, 3 Bände, 3. Auflage, Stuttgart, Enke, 1954 (Band 1), 1958 (Band 2), 1965 (Band 3)
- Quartär, in der Reihe Handbuch der Stratigraphischen Geologie, Stuttgart, Enke, 1969
- mit Klaus Duphorn: Norddeutschland und angrenzende Gebiete im Eiszeitalter, 3. Auflage, Stuttgart, K. F. Koehler, 1974 (zuerst von Woldstedt 1950, in 2. Auflage 1952, er starb ein Jahr vor Vollendung der 3. Auflage, die von Duphorn vollendet wurde)
- Die Geschichte des Flußnetzes in Norddeutschland und angrenzende Gebiete, Eiszeitalter und Gegenwart, Band 7, 1956, Nr. 1
- Der Ablauf des Eiszeitalters, Eiszeitalter und Gegenwart, Band 16, 1966
- Saaleeiszeit, Warthestadium und Weichseleiszeit in Norddeutschland, Eiszeitalter und Gegenwart, Band 4/5, Nr. 1, 1954